# Jazzwise
Jazzwise ist eine monatlich erscheinende englischsprachige Jazz-Zeitschrift, die seit 1997 in London, Vereinigtes Königreich herausgegeben wird.

## Inhalt
Die Zeitschrift bietet eine breite Berichterstattung über alle Stilrichtungen des Jazz, von den Anfängen über Bebop und Cool Jazz bis hin zu Hard Bop und Fusion. Auch über Jazz-Crossover, wie etwa Jazz-Funk, Jazz-Hip-Hop oder Jazz-Electronica, wird berichtet.
Ständige Rubriken der Zeitschrift sind: Neuigkeiten aus der Jazzwelt, Hintergrundberichte zu einzelnen Musikern und Bands, Besprechung von neuen und wiederveröffentlichten CDs und Vinyl-Schallplatten, Besprechung von neuen Jazzbüchern, Besprechung von Jazzveranstaltungen, ein nationaler Veranstaltungskalender und eine Klatschkolumne.
Aktuelle Meldungen aus der Jazzwelt sind außerdem auf der Website des Jazzwise Magazins zu finden. Über die Jazzwise-Mobile App für die Betriebssysteme IOS und Android ist die Zeitschrift auch auf Smartphones verfügbar.

## Unternehmen
Jazzwise ist – nach eigenen Aussagen – das meistverkaufte britische Jazz-Magazin und will die führende englischsprachige Jazz-Zeitschrift in Europa sein. Chefredakteur der Zeitschrift ist Jon Newey. Die Redaktion der Zeitschrift betreut neue Jazz-Autoren durch laufende Praktika und Workshops, die jeden November während des London Jazz Festivals stattfinden.
Jazzwise war ursprünglich Teil des Unternehmens Jazzwise Publications Limited. Die Marke und das Magazin Jazzwise wurden im Februar 2013 von MA Business & Leisure Ltd., einem Unternehmen der Mark Allen Group, erworben. Die Marken Jazzwise Education und Jazzwise Direct verblieben beim ursprünglichen Eigentümer und wurden in SendMeMusic umbenannt.

## The 100 Jazz Albums That Shook the World
In der einhundertsten Ausgabe, die im September 2009 erschien, veröffentlichte und besprach Jazzwise die Liste „The 100 Jazz Albums That Shook the World“ („Die 100 Jazzalben, die die Welt erschütterten“). Es handelt sich um eine Übersicht der aus Sicht des Magazins wegweisendsten Jazzalben.

“Not just another “greatest jazz albums” list of favourite recordings and biggest sellers but a fully annotated look at the albums that actually changed jazz, changed lives and brought the music kicking and screaming into the new millennium”

„Nicht nur eine weitere „beste Jazzalben“-Liste mit Lieblingsaufnahmen und größten Verkaufserfolgen, sondern ein vollständig kommentierter Blick auf die Alben, die den Jazz tatsächlich veränderten, das Leben veränderten und die Musik in das neue Jahrtausend brachten“

Die viel beachtete Liste wurde von den damaligen Herausgebern der Zeitschrift, Jon Newey und Keith Shadwick, zusammengestellt mit Beiträgen von Stuart Nicholson, Brian Priestley, Duncan Heining, Kevin Le Gendre, Charles Alexander und Tom Barlow.

## Auszeichnungen
Die Zeitschrift hat seit ihrem Bestehen im Vereinigten Königreich zahlreiche Preise erhalten:
- 2006 wurde der Jazzwise-Redakteur Jon Newey bei den Parliamentary Jazz Awards als Jazz-Journalist des Jahres ausgezeichnet
- 2007 gewann Jazzwise zwei Preise:
  - einen für die beste Jazz-Publikation bei den Parliamentary Jazz Awards[7] und
  - einen für die beste Jazz-Publikation bei den Ronnie Scott’s Awards
- 2009 wurde der Jazzwise-Autor Kevin Le Gendre bei den Parliamentary Jazz Awards als Jazz-Journalist des Jahres ausgezeichnet
- 2010 gewann Jazzwise drei Preise:
  - zum zweiten Mal die Auszeichnung für die beste Jazz-Publikation bei den Parliamentary Jazz Awards
  - Jazz-Journalist des Jahres wurde Mike Flynn, der Redakteur des Jazzwise-Veranstaltungskalenders
  - der CD-Kritiker Alyn Shipton wurde „Jazz Broadcaster of the Year“[8]
- 2012 gewann Jon Newey zum zweiten Mal den Parliamentary Jazz Award als Jazz-Journalist des Jahres
- 2013 gewann Jazzwise bei den renommierten Jazz FM Awards im Januar 2013 die begehrte Auszeichnung „Best Jazz Media“[9]